# ユージン・ヴァン・リード

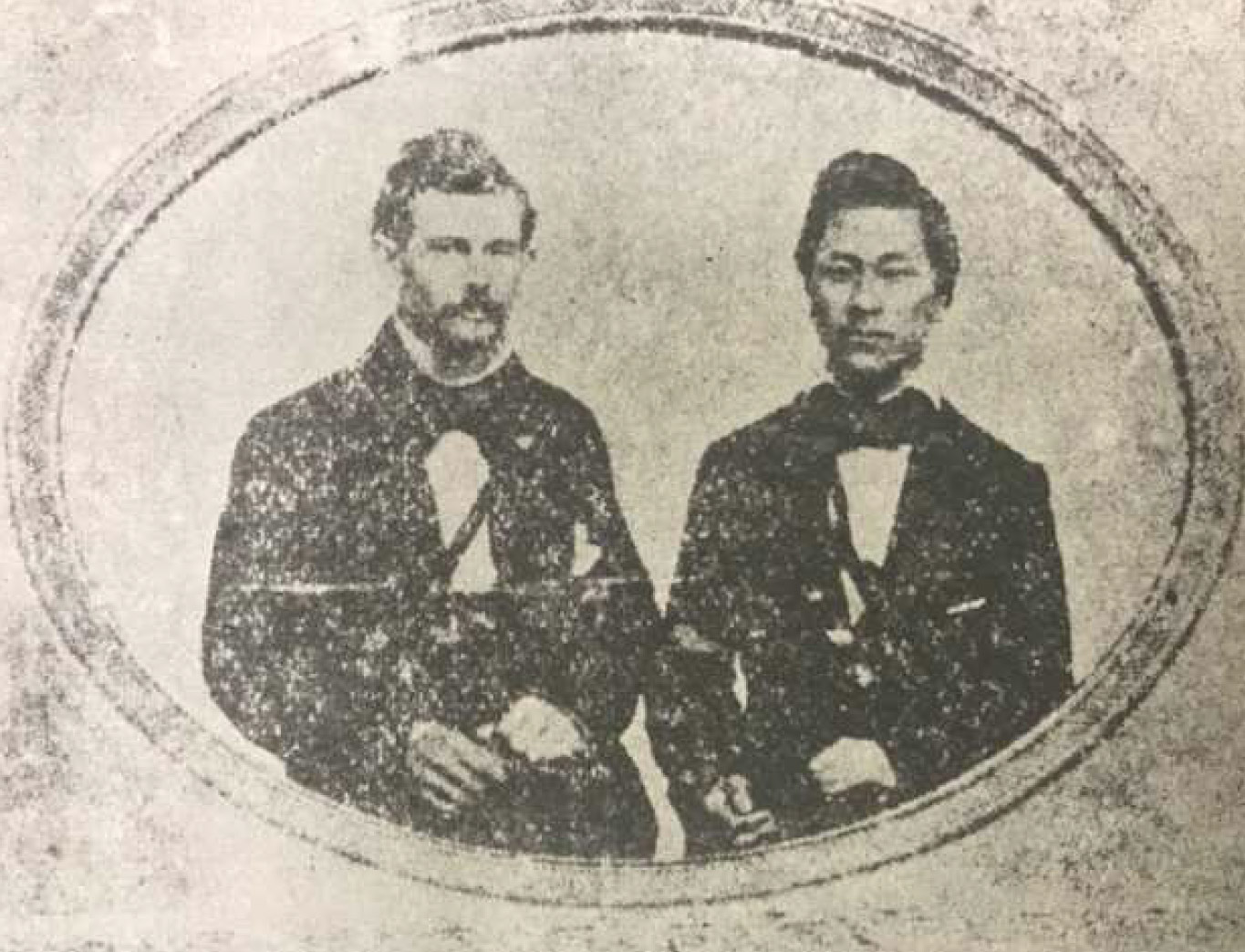
ヴァン・リード（左）と通訳のヒコ（浜田彦蔵）。1858年

ユージン・ヴァン・リード（Eugene Miller Van Reed, 1835年5月17日 - 1873年2月2日）は、オランダ系のアメリカ人商人。元駐日ハワイ総領事。明治初期に日本人を初めてハワイに移民させた人物として知られる。

## 略歴
アメリカに滞在していた浜田彦蔵を知ったことを機に日本に対する関心を深め、開国後の安政6年（1859年）に神奈川にあった米国総領事館の書記生として日本に派遣された。
いったんアメリカに帰国の後、慶応2年（1866年）にハワイ王国の総領事の資格を得て再来日をし、江戸幕府と国交締結交渉を行うが失敗。そのまま横浜に滞在して貿易商を開業して、東北地方諸藩との取引を行った。高橋是清が慶応3年（1867年）に勝海舟の息子・小鹿と海外へ留学した際に、リードは学費や渡航費を着服した。さらに高橋のホームステイ先である彼の両親は、高橋を騙して年季奉公の契約書にサインさせ、オークランドのブラウン家に高橋を奴隷として売った。
慶応4年（1868年）、江戸幕府に対して日本人のハワイへの移住に関する許可を獲得した。4月19日に江戸幕府解体後に設置された明治政府の横浜裁判所に募集した移民に対する旅券下付を総領事の資格で申請を行った。これに対して裁判所は日本とハワイに国交がないことを理由に彼の総領事としての資格を否認。さらに王政復古後の江戸幕府の許可であることを理由に許可自体も無効とした。これに対して彼は無効処分の取り消しか、賠償金4,000ドルを要求する一方で、6日後に英国船に141名の日本人を乗せて移民を強行した。これが「元年者」と呼ばれ、後の日系アメリカ人成立のさきがけとなった。また、当時スペイン領であったグアムへの移民の斡旋も行っている。
明治4年7月4日（1871年8月19日）にアメリカ合衆国の仲介で正式に日本とハワイの国交が結ばれた。この時、ヴァン・リードの資格が問題となったが、ハワイ王国から全権の資格を得ていたアメリカ公使ロバート・ヴァン・ヴォールクンバーグの計らいで領事業務に限定することを条件に総領事としての立場を認めることとなった。翌年にはハワイ王国から改めて総領事に任命された。
1873年に病気療養のためジャパン号でサンフランシスコに帰る途上、ホノルル滞在中に病没した。彼の墓は、カリフォルニア州サンノゼのオークヒル・メモリアルパーク（Oak Hill Memorial Park）にある。
岸田吟香らとともに新聞『もしほ草』を創刊するなど、文化的な業績も知られる。

## 関連する事件

### 生麦事件
文久2年8月21日（1862年9月14日）に起きた生麦事件では、事件発生前に島津久光の行列に遭遇するが、下馬し馬を道の端に寄せた上で行列に道を譲り、脱帽して礼を示した。薩摩藩士側もヴァン・リードが行列に礼を示していると了解し、特に問題は発生しなかった。後に英国人4名が薩摩藩士に殺傷される事件が起こったことを聞き、英国人側の非礼な行動を非難する意見を述べている。

### 八戸事件
慶応3年（事件が起きた中国では同治5年）12月（1867年1月）、香港在住の日本人八戸順叔が清国の新聞に征韓論の記事を載せて外交問題となった（八戸事件）。八戸順叔の正体は不明だが、同一人物と目される八戸喜三郎は1865年のヴァン・リードの帰国に随行して渡米し、翌年ともに再び極東に戻っている（途中2人が乗る船がウェーク島附近で座礁沈没し、グアムまで漂流したという）。

## 関連文献
- 重久篤太郎「ヴアン・リード小伝」（『書物展望』第8巻第4号、書物展望社、1938年4月）
  - 「幕末・明初に於ける ヴァン・リードの文化活動」（重久篤太郎著『日本近世英学史』教育図書、1941年10月）
- 西野照太郎「ヴァン・リードとハワイの関係 : 「元年者」送り出しの背景」（『太平洋学会学会誌』第24号、1984年10月）
- 福永郁雄、「ヴァン・リード論評」『英学史研究』 1986年 1986巻 18号 p.59-74, doi:10.5024/jeigakushi.1986.59, 日本英学史学会
- 福永郁雄「ヴァンリードは"悪徳商人"なのか : 横浜とハワイを結ぶ移民問題」（横浜開港資料館・横浜居留地研究会編『横浜居留地と異文化交流 : 19世紀後半の国際都市を読む』山川出版社、1996年6月、ISBN 4634619008）